# Tecate/Telmex Grand Prix of Monterrey
Tecate/Telmex Grand Prix of Monterrey — один из мексиканских этапов ныне не существующего формулического чемпионата Champ Car.

## История соревнования
В начале 2000-х годов, на волне успехов Адриана Фернандеса в серии CART, мексиканские организаторы смогли привлечь на свою территорию несколько этапов этого престижного формулического первенства. Одна из таких гонок проходила по дорогам паркового комплекса Фундидора, расположенного восточнее Монтеррея.
Спонсорами гонки выступила пивоваренная компания Tecate и телекоммуникационная группа Telmex.
Соревнование продержалась в календаре серии шесть лет.

### Этапы разных лет
Первые две гонки соревнования покорились бразильцу Кристиано да Матте, переживавшему в начале 2000-х расцвет своей гоночной карьеры: в 2002 году он стал чемпионом серии, а в 2003-м дебютировал в Ф1.
Трое из четырёх следующих победителей гонки становились в тот сезон чемпионами серии и лишь бразилец Бруно Жункейра, из-за серьёзной аварии в Indy 500, не смог пополнить этот список, хотя на момент аварии в Индианаполисе возглавлял общий зачёт серии.
На счету местных пилотов есть один поул, завоёванный в 2002 году Адрианом Фернандесом за рулём болида собственной конюшни.

## Победители

### CART / ChampCar
| Сезон | Гонщик             | Шасси | Двигатель     | Команда            | Отчёт |
| ----- | ------------------ | ----- | ------------- | ------------------ | ----- |
| 2001  | Кристиано да Матта | Lola  | Toyota        | Newman/Haas Racing | Отчёт |
| 2002  | Кристиано да Матта | Lola  | Toyota        | Newman/Haas Racing | Отчёт |
| 2003  | Пол Трейси         | Lola  | Ford-Cosworth | Forsythe Racing    | Отчёт |
| 2004  | Себастьен Бурде    | Lola  | Ford-Cosworth | Newman/Haas Racing | Отчёт |
| 2005  | Бруно Жункейра     | Lola  | Ford-Cosworth | Newman/Haas Racing | Отчёт |
| 2006  | Себастьен Бурде    | Lola  | Ford-Cosworth | Newman/Haas Racing | Отчёт |

### Indy Lights / Атлантический чемпионат
| Атлантический чемпионат | Атлантический чемпионат |
| Сезон                   | Победитель              |
| ----------------------- | ----------------------- |
| 2002                    | Джон Фогерти            |
| 2003                    | Майкл Вальянте          |
| 2004                    | Алекс Фигг              |
| 2005                    | Чарльз Звольсман        |
| 2006                    | Грэм Рэйхол             |

| Indy Lights | Indy Lights   |
| Сезон       | Победитель    |
| ----------- | ------------- |
| 2001        | Дерек Хиггинс |